# Monocarboxylat-Transporter 1
Monocarboxylat-Transporter 1 (MCT1) (Gen: SLC16A1) heißt das Protein in der Zellmembran von Wirbeltier-Zellen, das die Diffusion vieler Monocarbonsäuren aus den Zellen heraus durch Konformationsänderung  ermöglicht. Insbesondere der Transport von Milchsäure aus Muskelzellen unter anaeroben Bedingungen und aus Erythrozyten ist unentbehrlich, um das Zellinnere nicht zu übersäuern. Mutationen im SLC16A1-Gen beim Menschen können zu Transportermangel und zu (seltener, vererbbarer) Unfähigkeit führen, Muskeln extrem zu beanspruchen; auch sind Myoglobin und Creatin-Kinase im Blut erhöht.
Das vermittelte Membrantransport-Gleichgewicht lautet:
Monocarboxylat (innen) + H+ (innen)  {\displaystyle \rightleftharpoons }  Monocarboxylat (außen) + H+ (außen)
Es handelt sich also um einen Symport. Als Monocarboxylat fungieren Lactat, Pyruvat, Mevalonat, Anionen verzweigter Ketosäuren, β-Hydroxybutyrat, γ-Hydroxybutyrat, Butyrat, Acetoacetat, Acetat und Anionen von Valin und Isoleucin.
Für die Funktion von MCT1 zwingend notwendig ist die Anwesenheit von Basigin, das als Chaperon ebenso für die Lokalisierung von MCT1 verantwortlich ist. Des Weiteren wird die Transporter-Aktivität durch Bindung an die Carbonat-Anhydrase-2 stimuliert.